# Pâte à bombe
La pâte à bombe è una base usata nella pasticceria per pastorizzare le uova da utilizzare in preparazioni fredde (tiramisù, mousse, semifreddi). Consiste in una montatura di tuorli a cui si aggiunge a filo uno sciroppo di acqua e zucchero cotto a 121 °C.